# 藤原公長
藤原 公長（ふじわら の きんなが、元暦元年（1184年） - 没年不詳）は、鎌倉時代の公家。藤原北家末茂流、中納言・藤原実教の三男。官位は正三位・民部卿。

## 経歴
後白河院政期後期の文治2年（1186年）従五位下に叙爵し、建久2年（1191年）従五位上に叙せられる。のち、丹波守・越中守を経て、正治元年（1199年）正五位下・右兵衛佐に叙任された。
建仁2年（1202年）母の喪から復任後直ちに従四位下に叙せられると、元久2年（1205年）従四位上、建永2年（1207年）には正四位下まで昇進するが、その後は右兵衛佐のみを帯びて、叙位任官の機会を得られなかった。
建保7年（1219年）従三位に叙せられて公卿に列す。嘉禄2年（1226年）治部卿を経て、翌嘉禄3年（1227年）民部卿に遷るが、非参議のまま民部卿を兼ねたのは、平安時代初期の延暦15年（796年）に民部卿から参議を経ずに従三位に昇った和気清麻呂以来400年以上ぶりであったという。嘉禎2年（1236年）まで民部卿を務め、この間の寛喜元年（1229年）正三位に至る。
仁治元年（1240年）10月20日に出家。法名は尊仏。

## 官歴
『公卿補任』による。
- 文治2年（1186年） 11月17日：叙爵（大宮未給）
- 建久2年（1191年） 6月4日：従五位上
- 建久5年（1194年） 正月30日：丹波守
- 建久9年（1198年） 正月30日：越中守（実教給丹波替）
- 正治元年（1199年） 正月5日：正五位下（皇后宮御給）。12月9日：右兵衛佐（越中守）
- 建仁2年（1202年） 正月21日：復任（母）、従四位下（依未復任去5日不叙、兵衛佐労）
- 元久2年（1205年） 正月5日：従四位上（承明門院当年御給）
- 建永2年（1207年） 正月5日：正四位下（宜秋門院御給）
- 建保7年（1219年） 正月5日：従三位、元右兵衛佐
- 嘉禄2年（1226年） 7月24日：治部卿
- 嘉禄3年（1227年） 4月3日：服解（父）。10月21日：民部卿（非参議民部卿例）P660
- 寛喜元年（1229年） 10月5日：正三位（臨時）
- 嘉禎2年（1236年） 11月22日：止卿
- 仁治元年（1240年） 10月20日：出家（前民部卿正三位）

## 系譜
『尊卑分脈』による。
- 父：藤原実教
- 母：藤原光子（藤原光隆の娘）
- 妻：隠岐守師高の娘
  - 男子：藤原教氏（?-1269）